# Püntsog Namgyal I
Püntsog Namgyal (1604–1670) was de eerste Chögyal (koning) van Sikkim. Hij werd gekroond in 1642 op een leeftijd van 38. Phuntsog was een vijfde generatie-nakomeling van Goeroe Tashi, een 13e-eeuwse prins van het huis Minyak in Kham in Oost-Tibet.

## Legende
Volgens een legende had Goeroe Rinpoche, een 9e-eeuwse boeddhistische heilige, de gebeurtenis voorspeld dat een Phuntsog uit het oosten de volgende Chögyal van Sikkim zou zijn. In 1642 waren drie lama's op zoek naar de uitverkorene.
In de buurt van hedendaags Gangtok vonden ze een man die bezig was met het karnen van melk. Hij bood hen een lichte maaltijd en gaf hen onderdak. De drie lama's waren zo onder de indruk van zijn daden, dat ze realiseerden dat hij de verkozene moest zijn en ze kroonden hem meteen tot koning.

## Koning
De kroning vond plaats in Norbughang in de buurt van Yuksom op een stenen plaat op een heuvel die met pijnbomen was begroeid. Hij werd gezalfd door het besprenkelen met water uit een heilige urn.

## Gebiedsuitbreiding en regering
Phuntsog en de lama's bekeerden de lokale Lepcha-stammen tot het Tibetaans boeddhisme en breidden het koninkrijk uit tot in de Chumbivallei in Tibet, delen van huidig Darjeeling in het zuiden en delen van Oost-Nepal.
Phuntsog verplaatste de hoofdstad naar Yuksam en richtte daar de eerste centraal gestuurde regering op. Het koninkrijk was verdeeld in twaalf dzongs of districten onder een Lepcha Dzongpon (gouverneur) die een raad van twaalf ministers voorzat.
Tijdens zijn regering werd het boeddhisme de gevestigde religie van Sikkim. Hij werd opgevolgd door zijn zoon Tensung Namgyal in 1670.